# سوپر جام فوتبال گرجستان
 سوپر جام فوتبال گرجستان (به گرجی: საქართველოს თასი) مسابقه‌ای است که سالانه مابین قهرمان لیگ برتر فوتبال گرجستان و قهرمان جام حذفی فوتبال گرجستان برگزار می‌شود.
باشگاه فوتبال دینامو تفلیس با ۶ قهرمانی پرافتخارترین تیم این سری مسابقات به حساب می‌آید.

## پرافتخارترین باشگاه‌ها
| باشگاه            | قهرمانی |
| ----------------- | ------- |
| دینامو تفلیس      | ۶       |
| آمری تفلیس        | ۲       |
| دینامو باتومی     | ۱       |
| دبیلوآی‌تی گرجستان | ۱       |
| متالورژی روستاوی  | ۱       |